# Landstede
Landstede Groep is een regionaal opleidingencentrum in de regio Harderwijk, Raalte, Kampen en Zwolle dat middelbaar beroepsonderwijs verzorgt voor circa 11.000 leerlingen. De school heeft vijf vestigingen in Zwolle, waarvan één in samenwerking met het ROC Menso Alting uit Groningen (gereformeerd beroepsonderwijs), twee vestigingen in Harderwijk en een vestiging in Raalte.
De vestiging Harderwijk heeft ook nevenlocaties in Kampen, Dronten en Lelystad. De middelbare school 'Agnieten College Nieuwleusen' in Nieuwleusen behoort tot Landstede te Zwolle.